# How Come U Don't Call Me Anymore?
"How Come You Dont't Call Me Anymore?" é uma canção do cantor Prince reeditada por Alicia Keys sob o título "How Come You Don't Call Me" e incluída no seu primeiro álbum Songs in A Minor em 2001.

## Paradas
| Chart (2002)                         | Peak position |
| ------------------------------------ | ------------- |
| Australian ARIA Singles Chart        | 29            |
| German Singles Chart                 | 80            |
| Deutsche Black Charts                | 12            |
| Hungarian Mahasz Singles Chart       | 4             |
| Swiss Singles Chart                  | 60            |
| UK Singles Chart                     | 26            |
| UK R&B Singles Chart                 | 6             |
| Billboard Hot 100                    | 59            |
| U.S. Billboard Hot R&B/Hip-Hop Songs | 30            |